# لون استار (کارولینای جنوبی)
لون استار (به انگلیسی: Lone Star) یک منطقهٔ مسکونی در ایالات متحده آمریکا است که در شهرستان کلهون، کارولینای جنوبی واقع شده‌است. لون استار ۵۲ متر بالاتر از سطح دریا واقع شده‌است.